# Pavonia elegans
Pavonia elegans är en malvaväxtart som beskrevs av Christian August Friedrich Garcke. Pavonia elegans ingår i släktet påfågelsmalvor, och familjen malvaväxter. Inga underarter finns listade i Catalogue of Life.